# پولیانا (آستراخان)
پولیانا (به لاتین: Polyana) یک منطقهٔ مسکونی در روسیه است که در استان آستراخان واقع شده‌است.